# 不思議の森の妖精たち
『不思議の森の妖精たち』（ふしぎのもりのようせいたち、原題：FernGully: The Last Rainforest）は、オーストラリアのファンタジー劇場用長編アニメーション映画。1992年4月10日にアメリカ合衆国より先行公開されており、オーストラリアは同年9月17日に公開されている。ディズニーのアニメーション映画『美女と野獣』を手掛けたスタッフが制作を担当した。妖精たちが住んでいる美しい熱帯雨林を舞台にして、森の外へ冒険と森の救援に中心的なファンタジー物語を展開させている。
日本では1994年8月13日に「グリーンガリー/永遠の熱帯雨林」（グリーンガリー/えいえんのねったいうりん）のタイトルで劇場公開された。後に「森の妖精クリスタ」（もりのようせいクリスタ）のタイトルで日本衛星放送（現：WOWOW）より放映された。1999年5月21日に20世紀フォックス ホーム エンターテイメント ジャパン（現：ウォルト・ディズニー・ジャパン）より「リトル・フェアリー/不思議の森の妖精たち」のタイトルでVHSが発売されており、2008年12月17日より発売されたDVD（FXBV-5594）と2012年3月16日より発売されたBlu-ray Disc（FXXJ-5594）は「不思議の森の妖精たち」の正式タイトルで発売されている。映像特典はUSAオリジナル劇場版予告。

## キャスト
| 役名           | 俳優                     | 日本語吹き替え |
| -------------- | ------------------------ | -------------- |
| クリスタ       | サマンサ・マシス         | 林原めぐみ     |
| バティ         | ロビン・ウィリアムズ     | 中尾隆聖       |
| ピップス       | クリスチャン・スレーター | 菊池正美       |
| ザック         | ジョナサン・ワード       | 松本保典       |
| マジー・ルーン | グレース・ザブリスキー   | 瀬能礼子       |
| ヘクサス       | ティム・カリー           | 内海賢二       |
| スタンプ       | チーチ・マリン           | 増岡弘         |

- その他：龍田直樹／郷里大輔／緒方賢一／梅津秀行／島香裕／掛川裕彦／島田敏／安西正弘／武政弘子／佐久間純子

## スタッフ
- 原作：ダイアナ・ヤング
- 監督：ビル・クロイヤー
- 製作：ピーター・フェイマン、ウェイン・ヤング
- アニメーション製作：クロイヤー・フィルムス,INC.
- 製作総指揮：テッド・フィールド、ロバート・W・コート
- 音楽：アラン・シルベストリ
- 脚本：ジム・コックス

## 日本語版制作スタッフ
- 演出：山田悦司
- 吹替翻訳：滝沢ふじお
- 字幕翻訳：野崎文子
- 制作：クリプリ